# 일찍이 마법소녀와 악은 적대하고 있었다.
《일찍이 마법소녀와 악은 적대하고 있었다.》(일본어: かつて魔法少女と悪は敵対していた。 가쓰테 마호쇼조토 아쿠와 데키타이 시테이타[*])는 후지와라 코코아가 지은 일본의 4컷 만화다. 스퀘어 에닉스의 《월간 간간 JOKER》에 2013년 10월호부터 2015년 4월호까지 연재되었다.
2015년 3월 31일에 작가가 사망하면서 2015년 4월호 연재분을 끝으로 미완으로 남게 되었다. 단행본에 실리지 않은 부분은 2016년 4월호에 발표되었다. 기존에 3권으로 나왔던 단행본은 상하 2권 애장판으로 발간되었다. 본즈가 제작한 애니메이션 TV 시리즈는 2024년 7월 9일부터 9월 24일까지 방영했다.

## 스토리
악의 조직의 참모인 미라는 조직을 통괄하여 냉혹하고 잔학하기 짝이 없이 온갖 것을 침략하고 멸망시키고 있었다. 그러던 어느 날, 악의 조직과 대립하는 '마법소녀'인 미모리 뱌쿠야를 만나 한눈에 반해버린다. 악의 참모와 마법소녀가 만들어내는, 적대하지 않으면 안 되는 두 사람의 4컷 스토리.

## 등장인물
성우는 드라마 CD판과 TV 애니메이션으로 공통.

### 주요 인물
미라(ミラ)
성우 - 오노 유키
주인공. 악의 왕의 악의 조직에 속하는 왕의 한 팔인 악의 참모. 군인이며 조직을 뒤에서 좌지우지하는 브레인. 잔인, 교활, 영리, 냉혹무비 등 두려워 많은 나라와 모든 것을 멸망시키고 잔학의 한을 다하는 그야말로 악의 화신으로서 군림하고 있다. 악의 엘리트 일가로서 태어나 악의 엘리트 인생을 보내 왔다.
악의 조직 내에서는 지상 침략으로서 마법소녀 토벌의 임무를 맡고 있다. 조직은 악의 제국에 있으며, 거기에서 지상으로 참가한다.
악과 적대하기 위해서 보인 뱌쿠야에 대해 한눈에 반한 이래, 본래의 냉혹함과는 치고 바뀌어, 뱌쿠야의 말이나 행동에 농락되게 된다. 조직에서는 마법소녀에게 집심이라고 소문받고 있는 것 같은 절도 있지만, 참모로서의 위엄을 유지하고 신용을 잃지 않도록 숨기고 있다.
미모리 뱌쿠야(深森 白夜)
성우 - 나카하라 마이
히로인. 아르바이트, 가사 도우미, 마법소녀를 부축하는 고생한 소녀. 친척이 없이 고아원 생활에서 자라 중학교 졸업과 함께 원을 나와 일하기 시작한다.나이, 혈액형은 불명. 저렴한 아파트(목욕없이)에 심부름(고양이)과 살고 있다.가난하기 때문에, 옷 한 벌을 소중히 하기 때문에 수선은 특기이다. 그 밖에도 고생인 때문에 안타까운 사연이 많이 있어 미라의 동정을 자주 자아낸다. 그녀가 "박행마법소녀"라고 하는 것은 이 때문이다.

### 뱌쿠야의 관계자
미츠카이(고양이)(御使い)
성우 - 미키 신이치로
뱌쿠야를 마법소녀로 만든 장본인. 지상에서는 고양이 인형 같은 모습을 하고 있다. 마법소녀를 인도하기 위해 천상에서 내려온 신탁을 고하는 자 '천사'라고도 불리는 존재인데, 뱌쿠야의 어사는 술, 여자, 담배를 좋아하고 흉물스럽고 음란하다. 뱌쿠야에 대해서도 성희롱 접촉을 한다. 말씨도 거칠다.
카가리 히바나(篝 火花)
성우 - 이세 마리야
귀여운 물건을 좋아해서 토끼와 곰 인형을 친구로 삼아 이야기 상대로 하는 일견 귀여운 소녀이지만, 부끄러움이나 수줍음을 감추고 어사(새)를 피가 날 정도로 때려 쓰러뜨려 버리는 등 금방 손이 나는 난폭한 '마법소녀'이다(어사를 결코 싫어하는 것은 아니다). 맨손이나 물어뜯기로 악의 조직 부하를 이겨 버릴 정도의 힘이 있다.
미츠카이(새)(御使い)
성우 - 미도리카와 히카루
히바나를 발견하고 마법소녀로 만든 심부름꾼. 지상에서의 모습은 흐르는 듯한 스트레이트의 두발에, 새의 부리를 가진 얼굴로, 근골융숭한 몸매를 하고 있다.

### 악의 조직
조직원들 모두 별의 이름에서 따왔다.
포말하우트(フォーマルハウト)
성우 - 스즈무라 켄이치
악의 조직의 간부의 한 사람. 남성. 명문 귀족 출신이며, 조직에 들어간 후 미라와는 오랜 교제를 했다.눈동자에서 반짝반짝 빛나며, 한 점의 부정도 없을 정도로 순수. 조직의 동료라면 무엇이든 상의하고 의지해 달라고 말하는 뜨거운 성격의 소유자.
벨라트릭스(ベラトリックス)
성우 - 카와스미 아야코
악의 조직의 간부 중 한 명. 엄격한 가정에서 태어나 어릴 때보다 금욕적(스토익)이기를 강요받고 자란다.어린 시절이나 사춘기에도 완고하게 자신을 억압해 왔다. 그런 과정에서 심한 망상벽을 가진 여성으로 성장했다.
알키오네(アルキオネ)
성우 - 시모노 히로
악의 조직의 간부 중 한 명. 남자지만 여성적 말투인 오네어를 쓴다. 이야기 상대로서 스피카와 있는 것을 자주 볼 수 있다. 벨라트릭스가 망상에 빠지는 대목이 있는 곳은 왠지 모를 느낌이다. 크로스가 들어간 눈동자를 하고 있다.
스피카(スピカ)
성우 - 토야마 나오
악의 조직의 간부 중 한 명. 본인도 신경 쓰는 동안이지만 성인 여성이다(알키오네로에게 합법 로리라고 불린다). 성장의 좋은 점을 느낄 수 있는 품위 있는 말투를 쓴다. 밝은 인품으로 악의 조직 회의에서는 분명하게 의견을 밝힌다.
사달수드(サダルスウド)
성우 - 야마자키 타쿠미
악의 조직의 간부 중 한 명.콤플렉스 덩어리인 듯한 남성으로 얼굴을 마주하면 남의 비위만 맞추는 성격.매드 사이언티스트 직함을 가지고 있으며 마법소녀는 연구 재료로 보고 있다.
베텔기우스(ベテルギウス)
성우 - 하시 타카야
악의 조직 간부 중 한 명. 수염을 기른 덩치 좋은 중년 남성. 괴짜뿐인 악의 조직 간부들에게도 뒤지지 않고 엉뚱한 아이디어를 내기도 한다.

## 서지 정보
- 후지와라 코코아 《일찍이 마법소녀와 악은 적대하고 있었다.》 스퀘어 에닉스 〈간간 코믹스 JOKER〉, 전 3권
  1. 2014년 7월 22일 초판 발행(같은 날 발매[2]), ISBN 978-4-7575-4360-7
  2. 2014년 12월 22일 초판 발행(같은 날 발매[3]), ISBN 978-4-7575-4509-0
  3. 2016년 3월 22일 초판 발행(같은 날 발매[4]), ISBN 978-4-7575-4916-6
- 후지와라 코코아 《일찍이 마법소녀와 악은 적대하고 있었다. 애장판》 스퀘어 에닉스 〈간간 코믹스 JOKER〉, 전 2권
  - 上. 2024년 6월 12일 발매[5][6], ISBN 978-4-7575-9213-1
  - 下. 2024년 6월 12일 발매[5][7], ISBN 978-4-7575-9214-8

## TV 애니메이션
2023년 11월 18일, TV 애니메이션화가 결정되었다. 2024년 7월부터 9월까지 AT-X 등에서 방송되었다.
애니메이션화의 계기는 애니메이션 제작사 본즈의 대표인 미나미 마사히코가 독일 애니메이션 이벤트에서 작가 후지와라와 만날 기회가 있어 후지와라로부터 본즈의 팬이라는 소식을 들었다. 그래서 미나미는 후지와라가 마호아쿠의 연재중이라는 것을 알고, 마호아쿠의 애니메이션화 기획을 시작했다. 그러나 기획은 2015년 3월 후지와라의 부고를 받고 중단되고 말았다. 그 일을 계속 유감스럽게 생각하고 있던 미나미는, 마호아쿠의 연재 개시 10주년이 되는 것을 기회로 애니메이션화 기획을 재시동시켜, 실현에 이르렀다.

### 스태프
- 원작 - 후지와라 코코아
- 감독 - 오오하시 아키요
- 시리즈 구성 - 아야나 유니코
- 캐릭터 디자인 - 이이즈카 하루코
- 서브 캐릭터 디자인·총작화 감독 - 아라이 노부히로
- 프롭 디자인 - 아라키 미오
- 미술 감독 - 쿠가 유미코, 오니타니 타쿠미
- 색채 설계 - 고토 유카리
- 촬영 감독 - 칸바야시 고
- 편집 - 사카모토 쿠미코
- 음향 감독 - 키무라 에리코
- 음향 효과 - 야소 쇼타
- 음악 - MAYUKO
- 음악 제작 - 에이벡스 픽처스
- 치프 프로듀서 - 이이즈미 코이치, 무카이치 모토키, 아베 류지, 사노 케이스케, 이시카와 이사오
- 프로듀서 - 타케모토 노부히토, 타카오 케이타, 무카이 코이치로, 코마츠 쇼타, 이이즈카 아야, 야마네 모모나
- 애니메이션 제작 - 본즈
- 제작 - 마호아쿠 제작위원회(에이벡스 픽처스, 쇼치쿠, 본즈, 스퀘어 에닉스, AT-X, 마루이)

### 주제가
미완성 랑데부(未完成ランデヴー)
Lezel에 의한 오프닝 테마. / 작사·작곡·편곡 - 나츠메 스구루
언제나 둘이 좋아(いつも二人がいいね)
미라(오노 유키), 뱌쿠야(나카하라 마이)에 의한 엔딩 테마. / 작사 - 사이토 히토히다 / 작곡·편곡 - 사이토 히토히다, 오다카 코타로

### 에피소드 목록
| 화수   | 제목 | 그림 콘티         | 연출              | 작화 감독                                                                         | 방송일         |
| ------ | --- | ----------------- | ----------------- | --------------------------------------------------------------------------------- | -------------- |
| 제1화  | 殺し愛（あ）わない 죽이지 않고 사랑하다                                                                            | 오오하시 아키요   | 야마모토 타카유키 | 아라키 미오                                                                       | 2024년 7월 9일 |
| 제2화  | 魔法少女（を倒す使命、それ）は （他でもない）私のものだ 마법소녀(를 쓰러트리는 사명)는 (다른 누구도 아닌)내 것이다 | 오오하시 아키요   | 야마모토 타카유키 | 아베 아유미                                                                       | 7월 16일       |
| 제3화  | そしてふりだしへ 그리고 다시 처음으로                                                                              | 쿠시야 켄타       | 쿠시야 켄타       | 칸노 히로키 타카노 케이코                                                         | 7월 23일       |
| 제4화  | 動くものを追う習性があります 움직이는 것을 쫓는 습성이 있습니다                                                    | 마츠이 히토유키   | 나가노 유타       | 아베 아유미 아라키 미오                                                           | 7월 30일       |
| 제5화  | 我々は敵対している 우리는 적대하고 있다                                                                            | 오오하시 아키요   | 에조에 히토미     | 코다 토모키 오오누키 켄이치                                                       | 8월 6일        |
| 제6화  | 魔法少女とは 마법소녀란                                                                                            | 야마모토 타카유키 | 오오츠키 마사유키 | 콘노 나오유키 이토 요시유키                                                       | 8월 13일       |
| 제7화  | 友人…? 친구...? | 나가노 유타       | 나가노 유타       | 나가노 유타 칸노 히로키                                                           | 8월 20일       |
| 제8화  | クリスマスの前に 크리스마스 전에                                                                                   | 이가라시 타쿠야   | 오오츠키 마사유키 | 아라키 미오 아베 아유미 타카노 케이코 코다 토모키                                 | 8월 27일       |
| 제9화  | クリスマスの夜に 크리스마스 밤에                                                                                   | 이가라시 타쿠야   | 쿠시야 켄타       | 이토 요시유키 카와모토 토시히로 코다 토모키 타카노 케이코                         | 9월 3일        |
| 제10화 | 御使いさんとの一日 사도 씨와 보내는 하루                                                                           | 에조에 히토미     | 에조에 히토미     | 사츠키 마호 콘노 나오유키                                                         | 9월 10일       |
| 제11화 | 築５３年です 지은 지 53년입니다                                                                                    | 이가라시 타쿠야   | 오오츠키 마사유키 | 이토 요시유키 나가노 유타                                                         | 9월 17일       |
| 제12화 | SideB/SideM | 오오하시 아키요   | 오오하시 아키요   | 아베 아유미 아라키 미오 코다 토모키 칸노 히로키 카와모토 토시히로 아라이 노부히로 | 9월 24일       |